# 동방 박사의 선물

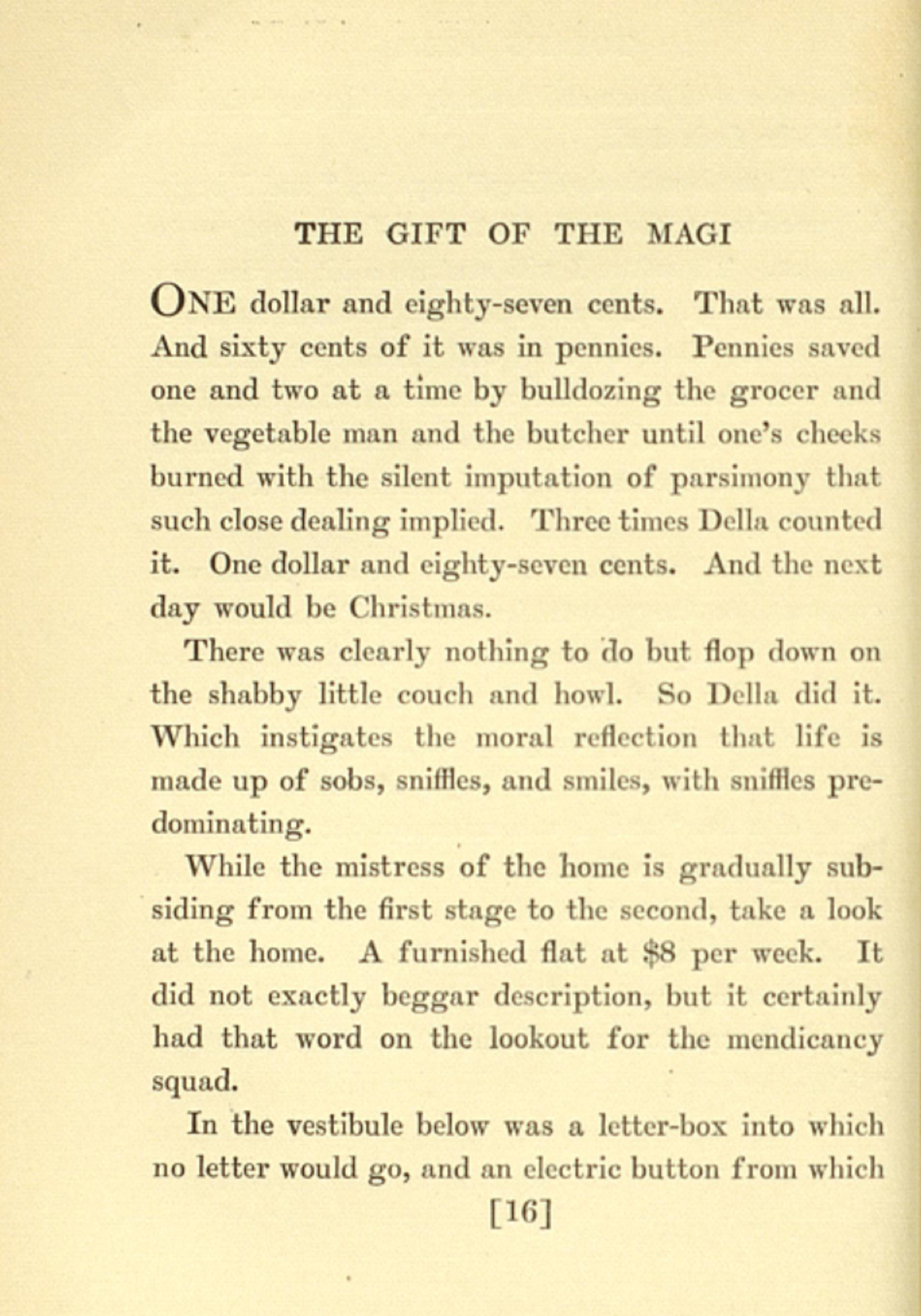

《동방 박사의 선물》(The Gift of the Magi)은 1906년 오 헨리가 쓴 단편소설이다. 어린 부부가 적은 돈으로 서로를 위한 비밀스러운 크리스마스 선물을 사기 위해 도전하는 것을 다룬 책이다. 선물을 주는 것에 대한 도덕적 교훈과 함께 감상적인 이야기로써, 이 소설은 적응을 위한(특히 크리스마스 발표 때) 인기있는 소설이 되었다. 줄거리와 이 책의 꼬인 결말은 잘 알려져 있고 결말은 일반적으로 재밌는 아이러니의 예로 여겨진다. 이것은 의심할 여지 없이 뉴욕의 어빙 플레이스의 페테 태번(Pete's Tavern)에서 쓰여졌다.